# 涅帕河
涅帕河是俄羅斯的河流，屬於下通古斯河的左支流，由伊爾庫茨克州負責管轄，河道全長683公里，流域面積約19,100平方公里，發源自安加拉山脈，河水主要來自融雪。